# Asota aspila
Asota aspila là một loài bướm đêm trong họ Erebidae.